# Lady Bird
Lady Bird es una película de comedia dramática estadounidense de 2017, escrita y dirigida por Greta Gerwig, y protagonizada por Saoirse Ronan, Laurie Metcalf, Tracy Letts, Lucas Hedges, Timothée Chalamet, Beanie Feldstein, Stephen McKinley Henderson y Lois Smith.
Lady Bird se estrenó en el Telluride Film Festival el 1 de septiembre de 2017 y luego fue estrenada en cines en los Estados Unidos el 3 de noviembre de 2017 a través de la productora A24. La película recaudó 77 millones de dólares en Estados Unidos en comparación con su presupuesto de 10 millones. Fue elegida por el National Board of Review, el American Film Institute y la revista Time como una de las 10 mejores películas de 2017.
En la 90.ª edición de los Premios Óscar, la película fue nominada por Mejor Película, Mejor Actriz para Ronan, Mejor Actriz de Reparto para Metcalf, Mejor Guion Original y Mejor Director, con Gerwig convirtiéndose en la quinta mujer en obtener una nominación en la categoría de dirección. En los 75th Golden Globe Awards, Lady Bird ganó por Mejor Película – Musical o Comedia y Mejor Actriz – Película Musical o Comedia (Ronan), y también recibió nominaciones para Mejor Actriz de Reparto (Metcalf) y Mejor Guion.
En los 71st British Academy Film Awards, la película obtuvo tres nominaciones a Mejor Actriz en un Papel Protagónico para Ronan, Mejor Actriz en un Papel de Apoyo para Metcalf y Mejor Guion Original.

## Trama
Christine "Lady Bird" McPherson es una estudiante de 17 años que cursa el último año en una escuela secundaria católica en los suburbios de Sacramento, California, en 2002. Ella vive con sus padres, con quienes tiene una relación tensa, su hermano mayor, que es adoptado, y la novia de su hermano. Lady Bird es la mejor amiga de Julianne "Julie" Steffans. Ellas deciden unirse al programa de teatro de su escuela, donde Lady Bird conoce a un joven llamado Danny O'Neill. Pronto desarrollan una relación romántica, lo que lleva a Lady Bird a unirse a la familia de Danny para la cena de Acción de Gracias, en lugar de hacerlo con su propia familia. Su relación se rompe abruptamente cuando Lady Bird encuentra a Danny besándose con un chico en un baño. A petición de su madre, Lady Bird asume un escaso trabajo en una cafetería, donde conoce a un músico nervioso llamado Kyle Scheible (Timothée Chalamet). Él y Lady Bird comienzan una relación romántica, y ella comienza a alejarse de Julie para desarrollar una amistad con una chica popular llamada Jenna Walton.
Después de que Jenna es reprendida por su maestra, la hermana Sarah Joan, una monja, por llevar una falda corta, Jenna se une a Lady Bird para pintar el auto de la hermana Joan. Lady Bird le dice a Jenna que vive en una dirección que en realidad pertenece a la abuela de Danny, ya que se avergüenza del aspecto de su verdadera casa. Lady Bird abandona el programa de teatro y más tarde Danny la va a visitar a la puerta de atrás de la cafetería, donde ella lo consuela después de que él le exprese lo angustiante que es tener que explicarle a sus padres que es gay. Ella pierde su virginidad con Kyle después de que él falsamente se refiera a sí mismo como virgen. Luego de que Lady Bird descubre la mentira se siente engañada y va a encontrar consuelo en su madre. Jenna descubre que Lady Bird mintió sobre su dirección, lo que esencialmente termina con su amistad. A Lady Bird le dicen que su padre perdió su trabajo recientemente y descubre que además está luchando contra una fuerte depresión.
Lady Bird comienza a inscribirse en universidades, con la esperanza de ser aceptada en una que está fuera del estado, a pesar de la insistencia de su madre de que la familia no podía pagarla. Ella recibe varias cartas de rechazo, pero está contenta de descubrir que ha sido incluida en la lista de espera de una universidad en Nueva York, su destino favorito. A pesar de su incómoda relación con ellos, se dirige al baile de graduación de su escuela secundaria junto a Kyle, su amigo y la cita de su amigo, pero ellos deciden ir a una fiesta. Lady Bird les pide que la dejen en el apartamento de Julie, donde las dos reavivan su amistad y van juntas al baile de graduación. Días después, Lady Bird aprueba su examen de manejo y vuelve a pintar su dormitorio, eliminando dibujos, fotos y escritos de sus paredes. Su madre descubre que se ha postulado a universidades de fuera del estado a sus espaldas, lo que la enoja mucho y deja de hablarle.
Poco después, ya en 2003, cuando cumple 18 años, el padre de Lady Bird comparte un pastelito con ella y bromea diciendo que él y su madre no se divorcian únicamente porque no pueden pagar los trámites. Sólo para saborear su mayoría de edad, Lady Bird compra un paquete de cigarrillos, un boleto para raspar y una revista Playgirl en una tienda. Lady Bird finalmente se va a Nueva York; su madre la lleva fríamente al aeropuerto, donde Lady Bird se dirige a la terminal con su padre. Lady Bird cree que su madre no quiere verla ni decirle adiós, pero en realidad, su madre no quiere que Lady Bird la vea llorar. Mientras conduce, ella cambia de opinión y se apresura a regresar al aeropuerto, pero Lady Bird ya se había marchado.
En Nueva York, después de encontrar cartas reflexivas escritas por su madre y rescatadas por su padre, Lady Bird decide volver a llamarse "Christine". Ella es hospitalizada brevemente después de beber una cantidad excesiva de alcohol en una fiesta de bienvenida a la universidad. Después de salir del hospital por la mañana, se da cuenta de que es domingo y se dirige a la misa en una iglesia cercana. Fuera de la iglesia, Christine llama a casa con su celular y deja un mensaje de disculpa para su madre, diciéndole que la ama.

## Elenco y personajes
- Saoirse Ronan como Christine "Lady Bird" McPherson
- Laurie Metcalf como Marion McPherson
- Tracy Letts como Larry McPherson
- Timothée Chalamet como Kyle Scheible
- Lucas Hedges como Danny O'Neill
- Beanie Feldstein como Julianne "Julie" Steffans
- Stephen McKinley Henderson como el padre Leviatch
- Odeya Rush como Jenna Walton
- Jordan Rodrigues como Miguel McPherson
- Lois Smith como la hermana Sarah Joan
- John Karna como Greg Anrue
- Marielle Scott como Shelly Yuhan
- Jake McDorman como Sr. Bruno
- Bayne Gibby como Casey Kelly
- Laura Marano como Diana Greenway
- Kathryn Newton como Darlene

## Producción

### Desarrollo
Greta Gerwig pasó varios años escribiendo el guion, que en un momento tenía más de 350 páginas bajo el título Mothers and Daughters. En 2015, Gerwig y su equipo obtuvieron financiamiento de IAC Films, que también produjo la película junto a Scott Rudin Productions. La mánager de Gerwig, Evelyn O'Neill, también se desempeñó como productora.
Aunque la película ha sido descrita como semiautobiográfica, Gerwig ha aclarado que "nada en la película literalmente sucedió en mi vida, pero tiene un núcleo de verdad que resuena con lo que sé". Para preparar al elenco y al equipo, Gerwig les dio anuarios, fotos y diarios antiguos de su escuela secundaria, así como pasajes escritos por la autora Joan Didion, y también los llevó a recorrer su ciudad natal, Sacramento. Además, le dijo al director de fotografía, Sam Levy, que quería que la película se sintiera "como un recuerdo", y agregó que buscaba "ofrecer una contraparte femenina para historias como The 400 Blows y Boyhood."

### Casting.[12][13]
En enero de 2016, Ronan fue oficialmente elegida para el papel. Luego, Gerwig se reunió con Lucas Hedges y le ofreció que eligiera una de los papeles masculinos. Éste eligió a Danny, que Gerwig había escrito pensando en él. Por su parte, Gerwig eligió a Laurie Metcalf después de ver su trabajo en el teatro; mientras que el resto del reparto fue completado por actores como Tracy Letts, Timothée Chalamet, Beanie Feldstein, John Karna y Jordan Rodrigues, quienes fueron anunciados en sus respectivos roles en septiembre de 2016.

### Rodaje
El rodaje de la película inicialmente estaba programada para comenzar en marzo de 2016, pero se retrasó hasta agosto debido a los compromisos de Ronan con la obra  teatral The Crucible, presentada en Broadway. La filmación comenzó el 30 de agosto de 2016, en Sacramento, California. Otros lugares incluyen Los Ángeles y la ciudad de Nueva York.
Ronan se tiñó el pelo de rojo para el papel, y no usó maquillaje para cubrir su acné; ella ha dicho que vio la película como "una muy buena oportunidad para que la cara de una adolescente en una película parezca la cara de una adolescente en la vida real". Gerwig utilizó una técnica que aprendió de la cineasta Rebecca Miller: llegar al set una hora antes que el resto del equipo y los actores, para que estuvieran seguros de que ella se tomaba en serio su trabajo y de que todo estaba en buenas manos. Además, prohibió en el set todos los teléfonos celulares, una política que pidió prestada de Noah Baumbach.

## Recepción

### Crítica
Lady Bird ha recibido reseñas positivas de parte de la crítica y de la audiencia. En Rotten Tomatoes, la película posee una aprobación de 99%, basada en 305 reseñas, con una calificación de 8.7/10. En Metacritic le ha dado a la película una puntuación de 94 de 100, basada en 50 reseñas, indicando "aclamación universal". En el sitio IMDb los usuarios le han dado una puntuación de 7.6/10, sobre la base de 90 461 votos.

### Premios y nominaciones

#### Premios Óscar
| Año  | Categoría               | Nominado(a)                         | Resultado |
| ---- | ----------------------- | ----------------------------------- | --------- |
| 2017 | Mejor película          | Scott Rudin Evelyn O'Neill Eli Bush | Nominado  |
| 2017 | Mejor directora         | Greta Gerwig                        | Nominada  |
| 2017 | Mejor actriz            | Saoirse Ronan                       | Nominada  |
| 2017 | Mejor actriz de reparto | Laurie Metcalf                      | Nominada  |
| 2017 | Mejor guion original    | Greta Gerwig                        | Nominada  |

#### Globos de Oro
| Año  | Categoría                          | Nominado(a)    | Resultado |
| ---- | ---------------------------------- | -------------- | --------- |
| 2017 | Mejor película - Comedia o musical |                | Ganadora  |
| 2017 | Mejor actriz - Comedia o musical   | Saoirse Ronan  | Ganadora  |
| 2017 | Mejor actriz de reparto            | Laurie Metcalf | Nominada  |
| 2017 | Mejor guion                        | Greta Gerwig   | Nominada  |

#### Premios BAFTA
| Año  | Categoría               | Nominado(a)    | Resultado |
| ---- | ----------------------- | -------------- | --------- |
| 2017 | Mejor actriz            | Saoirse Ronan  | Nominada  |
| 2017 | Mejor actriz de reparto | Laurie Metcalf | Nominada  |
| 2017 | Mejor guion original    | Greta Gerwig   | Nominada  |